# Юсит (гірська порода)
Юсит (рос. юсит, рос. юссит, англ. jusite, нім. Jusit m — гіпабісальна і жильна меланократова лужна гірська порода. Різновид тешеніту, який містить до 80 % титан-авгіту і баркевікіту (алюмосилікат), а також плагіоклаз, анальцим, анортоклаз.

## Інтернет-ресурси
- Юсит

| Кристал | Це незавершена стаття про мінерал. Ви можете допомогти проєкту, виправивши або дописавши її. |